# Мунтингия
Мунтингия (лат. Muntingia) — монотипный род древесных растений семейства Мунтингиевые. Единственный вид рода — Мунтингия калабура (лат. Muntingia calabura), известная также под названия «ямайская вишня», «панамская вишня», «сингапурская вишня».
Мунтингию калабуру культивируют во многих странах мира ради съедобных плодов.

## Название рода
Род был назван в 1703 году французским ботаником Шарлем Плюмье (1646—1704) в честь голландского ботаника Арбахама Мунтинга (1626—1683): Плюмье описал этот род в своей работе Nova Plantarum Americanarum Genera. Позже Карл Линней (1707—1778) использовал это название в своих работах. Поскольку с точки зрения Международного кодекса ботанической номенклатуры научные названия растений, обнародованные до 1 мая 1753 года, не считаются действительно обнародованными, Линней формально является автором родового названия Muntingia и научное название рода записывается как Muntingia L. (1753).

## Распространение
Мунтингия калабура в естественных условиях распространена в тропических районах Южной и Центральной Америки, включая острова Карибского моря. Как плодовое дерево мунтингию культивируют как в тропической Америке, так и во многих других странах, в том числе в Индии, странах Юго-Восточной Азии и на острове Гуам.

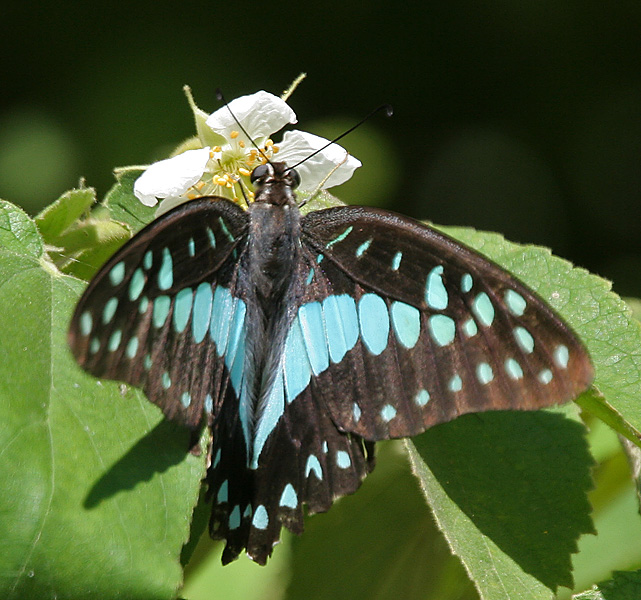
Бабочка Graphium doson на цветке мунтингии. Хайдарабад, Индия

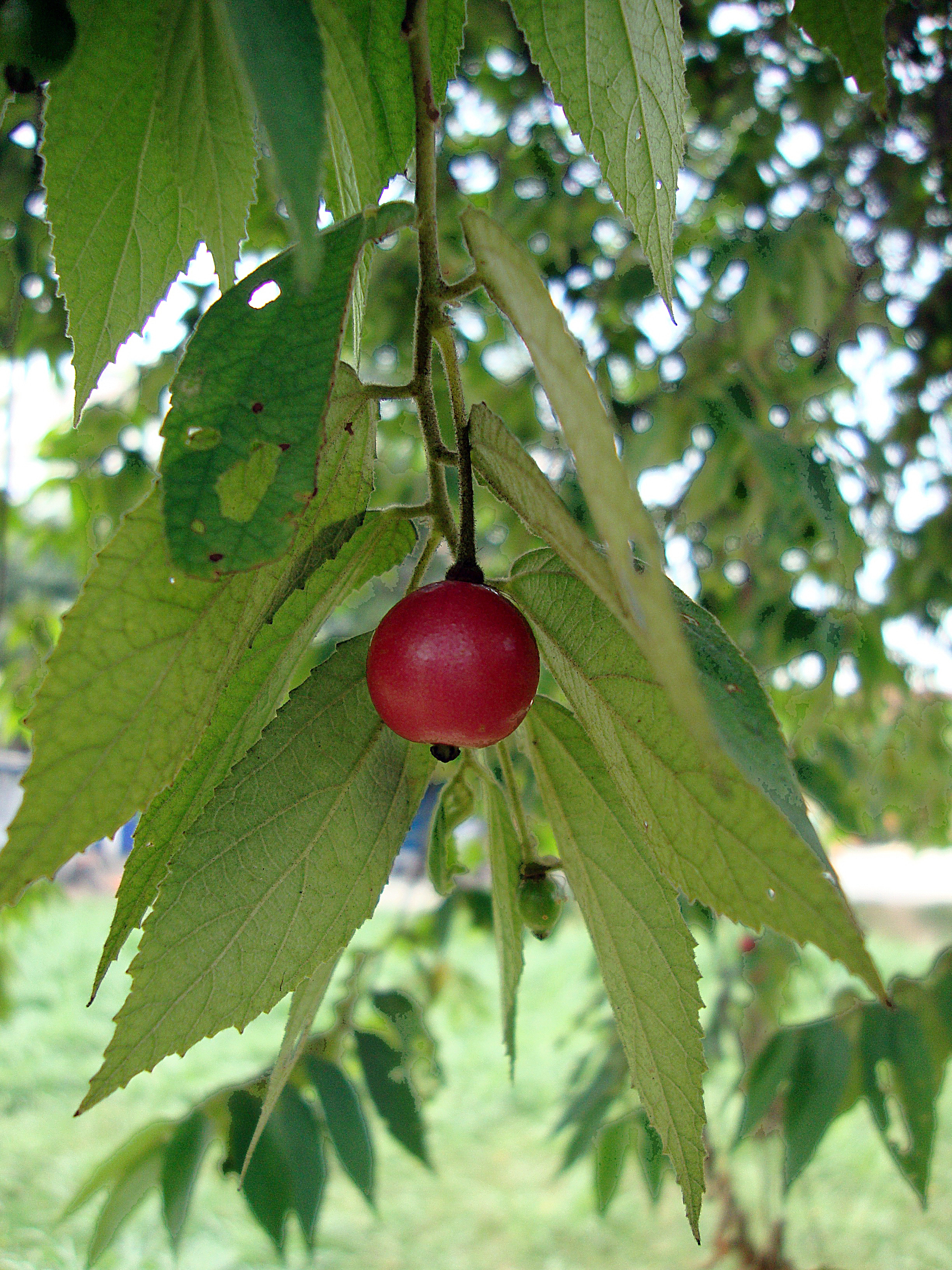
Плод мунтингии.

## Биологическое описание
Ямайская вишня — вечнозелёное дерево высотой 7,5—12 м с тёмно-зелёными продолговатыми или ланцетовидными листьями 5—12,5 см длиной.
Цветки одиночные, с пятью чашелистиками и пятью белыми лепестками, похожи на цветки земляники садовой.
Плод круглый, 1—1,25 см диаметром, с нежной гладкой кожицей красного или жёлтого цвета. Внутри содержится светло-коричневая сочная мягкая сладкая мякоть с маленькими, незаметными при еде, желтоватыми семенами.

## Использование
Плоды ямайской вишни съедобны в сыром виде. Из неё также изготавливаются джемы и другие продукты переработки.

## Систематика
Ранее род входил в состав семейства Элеокарповые (Elaeocarpaceae). В 1998 году Мунтингия вместе с двуми другими родами, Dicraspidia Standl. и Neotessmannia Burret, ранее включавшимися или в семейство Элеокарповые, или в семейство Липовые (Tiliaceae), была выделена в отдельное семейство Muntingiaceae C.Bayer, M.W.Chase & M.F.Fay (1998) — Мунтингиевые.